# Bab Sidi Abdallah Cherif

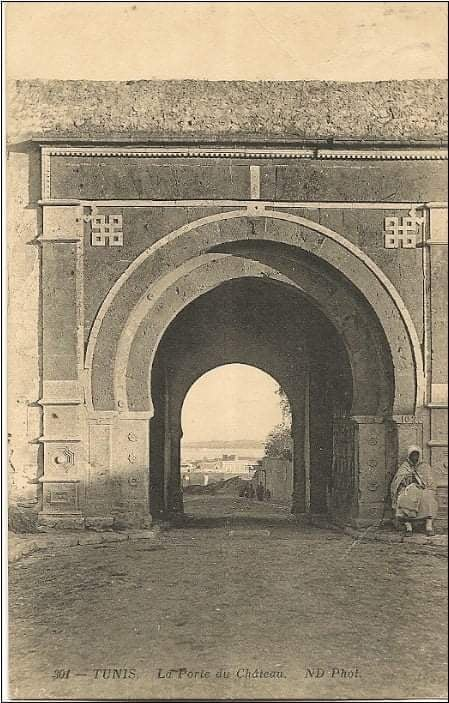
Carte postale montrant la porte Sidi Abdallah Cherif.

Bab Sidi Abdallah Cherif (arabe : باب سيدي عبد الله الشريف) est l'une des portes de la médina de Tunis (Tunisie) située à l’extrémité sud-ouest de la kasbah. Elle s'est appelée aussi Bab El Ghedar (باب الغدر) qui signifie « Porte de la Trahison », et Bab El Khalid.
Avec Bab El Khadra, Bab Saadoun, Bab El Allouj, Bab El Fellah et Bab Alioua, c'est l'une des six portes voulues par le souverain hafside, Abû `Abd Allah Muhammad al-Mustansir, au début du XIVe siècle, lors de la construction d'une seconde enceinte englobant la médina et ses deux faubourgs extérieurs.

## Étymologie
Cette porte doit son nom à un saint, Sidi Abdallah Cherif, dont la zaouïa (mausolée) se trouve à proximité, à l’extérieur des remparts, en face de la porte de sortie de la kasbah.

## Réservoir
Dans le cadre des travaux de remise en service de l'aqueduc de Zaghouan, entre 1859 et 1863, a lieu la rénovation du réservoir de Sidi Abdallah, construit par Ali Pacha au XVIIIe siècle, qui se trouvait à proximité. Restauré et agrandi pour contenir 3 700 m3, il permettait alors d'alimenter en eau la capitale, les faubourgs et la résidence beylicale du Bardo.